# Jimmy Hebert
Jimmy Hebert (Parigi, 1º luglio 1972) è un ex calciatore francese, di ruolo centrocampista.

## Caratteristiche tecniche
Giocava come centrocampista centrale.